# Dom Moraes
Dominic Francis Moraes (* 19. Juli 1938 in Mumbai, Indien; † 2. Juni 2004 ebenda) war ein indischer Schriftsteller, Poet und Journalist. Moraes veröffentlichte mehr als 30 Werke ausschließlich in englischer Sprache und wird zu den wichtigen englischsprachigen Schriftstellern Indiens gezählt.

## Leben
Moraes wurde als Sohn des Journalisten und früheren Zeitungsverlegers des Indian Express, Frank Moraes, und seiner Frau Beryl, einer Pathologin, 1938 in Bombay (heute Mumbai) in Indien geboren. Bereits im Alter von 12 Jahren schrieb er sein erstes Gedicht. Durch seinen Vater bereiste er als Kind Sri Lanka, Australien, Neuseeland und den südasiatischen Raum. Ab dem Alter von 16 Jahren lebte Dom Moraes in England. 1956 begann er ein Englischstudium am Jesus College an der Universität in Oxford.
Seinen ersten Gedichtband mit dem Titel A Beginning brachte Moraes 1957 bei Parton Press in London heraus. Mit diesem Werk gewann Moraes 1958 im Alter von nur 19 Jahren als erster Inder den Hawthornden-Preis, Großbritanniens renommierteste literarische Auszeichnung. Darauf folgten in den nächsten Jahren weitere Lyrikbände: Poems (1960), John Nobody (1965) und Beldam etcetera (1966). 1966 erschien sein autobiografisches Werk My Son's Father.
Danach veröffentlichte Moraes lange keine Lyrik mehr. In dieser Phase reiste er sehr viel und gab Magazine in London, Hongkong und New York heraus. Er arbeitete ferner als Kriegsberichterstatter, schrieb Drehbücher und führte Regie für mehr als 20 Dokumentationen der BBC und von ITV. Außerdem schrieb er während dieser Zeit Reiseberichte und war regelmäßiger Autor der Tageszeitung Afternoon. Er arbeitete auch für die Vereinten Nationen. Eines seiner Prosawerke aus dieser Zeit ist die Biographie Mrs Gandhi, eine Biographie der Premierministerin Indiens, Indira Gandhi.
Im Jahr 1968 kehrte Moraes nach Indien zurück. In den 1980er Jahren begann er auch wieder zu dichten. So veröffentlichte er 1983 den privat gedruckten Gedichtband Absences. Ein weiterer Gedichtband, In Cinnamon Shade, erschien 2001 mit einigen seiner letzten Gedichte. Zusammen mit Sarya Srivastava schrieb er als Co-Autor Out of God's Oven: Travels in a Fractured Land, das 1992 erschien, und The Long Strider, erschienen im Jahre 2003.
Dom Moraes starb 2004 im Alter von 65 Jahren in Mumbai in Indien nach einem langen Krebsleiden. Moraes wurde von seiner Lebenspartnerin Sarayu Srivatsa und seinem Sohn aus zweiter Ehe, Francis, überlebt.

## Werke  (Auswahl)
- A Beginning. Parton Press, London 1957.
- Poems. Eyre & Spottiswoode, London 1960.
- John Nobody. Eyre & Spottiswoode, London 1965.
- Poems, 1955-1965. Macmillan, New York 1966.
- Beldam etcetera. Turret Books, London 1966.
- My Son's Father. Secker & Warburg, 1968, (engl.), ISBN 978-0436286018.
- Mrs Gandhi. Jonathan Cape, London 1980.
- Absences. Selprint, Bombay 1983.
- Collected Poems: 1957-87. Penguin, London 1988, (engl.), ISBN 978-0140103403.
- Serendip. Viking, New Delhi/New York 1990.
- Mit Sarayu Srivatsa: Out of God's Oven: Travels in a Fractured Land. Viking, Indien 2002, (engl.), ISBN 978-0670049431.
- Never at Home. Speaking Tiger, 2020, (engl.), ISBN 978-9389231977.
- In Cinnamon Shade: New and Selected Poems. Carcanet, Manchester 2001, (engl.), ISBN 978-1857545258.
- Mit Sarayu Srivatsa: Long Strider. Viking, Indien 2003, (engl.), ISBN 978-0670049752.